# Sumner Byron Myers
Sumner Byron Myers (* 19. Februar 1910 in Boston; † 8. Oktober 1955) war ein US-amerikanischer Mathematiker, der sich mit Differentialgeometrie, Topologie und Funktionalanalysis beschäftigte.
Myers schloss sein Studium an der Harvard University 1929 summa cum laude ab und wurde dort 1932 bei Marston Morse promoviert (Sufficient Conditions in the Problem of the Calculus of Variations in n-Space in Parametric Form under General End Conditions). Als Postdoktorand war er ein Jahr in Europa, ein Jahr Instructor in Harvard und zwei Jahre am Institute for Advanced Study, bevor er ab 1936 an der University of Michigan war, wo er zeitweise Vorstand der mathematischen Fakultät war. Er starb an einem Herzanfall nach einem Football-Spiel.
Myers befasste sich mit Variationsrechnung und topologischen Problemen der Differentialgeometrie (Differentialgeometrie im Großen). Er führte mit J. H. C. Whitehead den Begriff der Menge der Minimalpunkte (minimal locus) zu einem Punkt auf einer vollständigen Riemannschen Mannigfaltigkeit ein und behandelte den zweidimensionalen Fall. Mit Norman Steenrod bewies er 1939, dass die Gruppe der Isometrien einer kompakten Riemannschen Mannigfaltigkeit eine Lie-Gruppe ist (siehe Satz von Myers-Steenrod). Er ist auch bekannt für den Satz von Bonnet-Myers. Später beschäftigte er sich mit der Topologie von Funktionenräumen.
Ein jährlicher Preis für die beste Dissertation in Mathematik an der University of Michigan ist nach ihm benannt.
Zu seinen Doktoranden zählen Leonard J. Savage und Meyer Jerison.